# アメリカ合衆国各州の都市圏の一覧の一覧
| アメリカ合衆国各州の都市圏 AL AK AZ AR CA CO CT DE DC FL GA HI ID IL IN IA KS KY LA ME MD MA MI MN MS MO MT NE NV NH NJ NM NY NC ND OH OK OR PA RI SC SD TN TX UT VT VA WA WV WI WY AS GU PR MP VI |

本項目はアメリカ合衆国各州の都市圏の一覧の一覧（アメリカがっしゅうこくかくしゅうのとしけんのいちらんのいちらん）である。

## 都市圏の一覧
以下に並べられた各項目へのリンク、もしくは右の地図上のリンクから、各州の都市圏の一覧記事を閲覧することができる。
- アイオワ州の都市圏の一覧
- アイダホ州の都市圏の一覧
- アーカンソー州の都市圏の一覧
- アラスカ州の都市圏の一覧
- アラバマ州の都市圏の一覧
- アリゾナ州の都市圏の一覧
- イリノイ州の都市圏の一覧
- インディアナ州の都市圏の一覧
- ウィスコンシン州の都市圏の一覧
- ウェストバージニア州の都市圏の一覧
- オクラホマ州の都市圏の一覧
- オハイオ州の都市圏の一覧
- オレゴン州の都市圏の一覧
- カリフォルニア州の都市圏の一覧
- カンザス州の都市圏の一覧
- ケンタッキー州の都市圏の一覧
- コネチカット州の都市圏の一覧
- コロラド州の都市圏の一覧
- コロンビア特別区の都市圏の一覧
- サウスカロライナ州の都市圏の一覧
- サウスダコタ州の都市圏の一覧
- ジョージア州の都市圏の一覧
- テキサス州の都市圏の一覧
- テネシー州の都市圏の一覧
- デラウェア州の都市圏の一覧
- ニュージャージー州の都市圏の一覧
- ニューハンプシャー州の都市圏の一覧
- ニューメキシコ州の都市圏の一覧
- ニューヨーク州の都市圏の一覧
- ネバダ州の都市圏の一覧
- ネブラスカ州の都市圏の一覧
- ノースカロライナ州の都市圏の一覧
- ノースダコタ州の都市圏の一覧
- バージニア州の都市圏の一覧
- バーモント州の都市圏の一覧
- ハワイ州の都市圏の一覧
- プエルトリコの都市圏の一覧
- フロリダ州の都市圏の一覧
- ペンシルベニア州の都市圏の一覧
- マサチューセッツ州の都市圏の一覧
- ミシガン州の都市圏の一覧
- ミシシッピ州の都市圏の一覧
- ミズーリ州の都市圏の一覧
- ミネソタ州の都市圏の一覧
- メイン州の都市圏の一覧
- メリーランド州の都市圏の一覧
- モンタナ州の都市圏の一覧
- ユタ州の都市圏の一覧
- ルイジアナ州の都市圏の一覧
- ロードアイランド州の都市圏の一覧
- ワイオミング州の都市圏の一覧
- ワシントン州の都市圏の一覧